# Bryniau
Bryniau (Ausspracheⓘ) ist ein Ortsteil von Meliden, einem Dorf nahe Prestatyn in der nordwalisischen Principal Area Denbighshire.

## Geographie
Der Ortsteil Bryniau liegt im Südosten von Meliden in Denbighshire in einem grünen, bergigen Gelände. Die wenigen, zum Ortsteil gehörenden Dörfer gruppieren sich um eine Straßenkreuzung beziehungsweise die nachfolgenden Straßenmeter. Es gehört verwaltungstechnisch in etwa zu einem Viertel zur Community Prestatyn und zu einem Dreiviertel zu Dyserth. Wahlkreistechnisch gehört der Ortsteil zum britischen Wahlkreis Vale of Clwyd beziehungsweise zu dessen walisischem Pendant.

## Geschichte
Zumindest in den 1970er-Jahren hatte Bryniau mit dem The Castle Inn einen eigenen Gasthof.